# S 3 (sous-marin italien)
Pour les articles homonymes, voir S3.
Le S 3 est un sous-marin de la classe S, en service dans la Regia Marina lancé en 1915 et ayant servi pendant la Première Guerre mondiale.

## Caractéristiques
La classe S déplaçait 254 tonnes en surface et 303 tonnes en immersion. Les sous-marins mesuraient 45,17 mètres de long, avaient une largeur de 4,22 mètres et un tirant d'eau de 3,06 mètres. Ils avaient une profondeur de plongée opérationnelle de 40 mètres. Leur équipage comptait 2 officiers et 24 sous-officiers et marins.
Pour la navigation de surface, les sous-marins étaient propulsés par deux moteurs diesel FIAT de 325 chevaux-vapeur (cv) (239 kW) chacun entraînant deux arbres d'hélices. En immersion, chaque hélice était entraînée par un moteur électrique Scott de 180 chevaux-vapeur (132 kW). Ils pouvaient atteindre 13,3 nœuds (24,6 km/h) en surface et 9 nœuds (16,6 km/h) sous l'eau. En surface, la classe S avait une autonomie de 1 700 milles nautiques (3150 km) à 8 noeuds (14,8 km/h); en immersion, elle avait une autonomie de 60 milles nautiques (111 km) à 4 noeuds (7,4 km/h).
Les sous-marins étaient armés de quatre tubes lance-torpilles (2 à l'avant et 2 à l'arrière) de 45 centimètres, pour lesquels ils transportaient un total de 4 torpilles.

## Construction et mise en service
Le S 3 est construit par le chantier naval de Scotts Shipbuilding and Engineering Company de Greenock en Écosse, et mis sur cale le 4 mars 1914. Il est lancé le 16 juin 1915 et est achevé et mis en service le 25 septembre 1915. Il est commissionné le même jour dans la Regia Marina.

## Historique
Le S 3 n'a jamais réellement servi dans la Royal Navy (la marine britannique). Quand, en juin 1915, la Regia Marina, l'Italie étant entre-temps entrée en guerre aux côtés des puissances de la Triple Entente, a demandé et obtenu sa vente (avec ses deux navires-jumeaux (sister ships)) par les Britanniques, il est encore aux épreuves dans le chantier naval: il est en effet livré à l'Italie le lendemain de son entrée en service dans la Royal Navy.
Entre la mi-septembre et le début novembre 1915 a lieu le transfert du Royaume-Uni à la base de La Spezia,.
Il est basé à Brindisi, au sein du IIIe Escadron de sous-marins, mais, avant même de pouvoir effectuer une seule mission, il est frappé par de graves pannes de moteur diesel (problème qui a également touché ses nvires-jumeaux) et a été mis hors service,.
Il est ensuite emmené à La Spezia, où il est affecté à l'école de sous-marins pour laquelle il travaille pendant le reste de la guerre,.
Radié le 1er mai 1919, il est envoyé à la casse,.